# 向巧
向巧（1963年6月29日—），女，苗族，重庆彭水人，中国航空发动机技术及工程管理专家。

## 生平
1983年毕业于南昌航空工业学院。2010年毕业于北京航空航天大学，获工学博士学位。2015年当选为中国工程院院士。2018年2月24日，当选为第十三届全国人大代表。2021年5月30日，当选中国科学技术协会第十届全国委员会副主席。